# 1983 في نيجيريا
فيما يلي قوائم الأحداث التي وقعت خلال عام 1983 في نيجيريا.

## سياسة

### تعيين في المنصب
- 31 ديسمبر – محمد بخاري رئيس نيجيريا.

### انتهاء فترة المنصب
- 31 ديسمبر – شيخو شاجاري رئيس نيجيريا.

## مواليد

### يناير
- 1 يناير – هيلين باول مغنية نيجيرية.
- 9 يناير – ماناسيه إشياكو لاعب كرة قدم نيجيري.

### فبراير
- 8 فبراير – توني سكين لاعب كرة سلة نيجيري.
- 10 فبراير – كيني أدليكه لاعب كرة سلة نيجيري.

### مارس
- 21 مارس – بريسخيوس إميوجيراي لاعب كرة قدم سنغافوري.
- 25 مارس – أكين أكينجبالا لاعب كرة سلة نيجيري.

### أبريل
- 3 أبريل – إيغو إهيميلو لاعب كرة قدم أمريكي.

### مايو
- 13 مايو – دانيال أوليرم لاعب كرة قدم نيجيري.

### يونيو
- 14 يونيو – غبينغا أولوكون ملاكم نيجيري.

### يوليو
- 16 يوليو – جيف فاريم لاعب كرة سلة نيجيري.
- 21 يوليو – كبير بيلو لاعب كرة قدم نيجيري.
- 26 يوليو – ستيفن ماكينوا لاعب كرة قدم نيجيري.

### أغسطس
- 27 أغسطس – جوناس أوكيتولا لاعب كرة قدم بنيني.

### أكتوبر
- 4 أكتوبر – ماثيو اولورونليكي لاعب كرة قدم نيجيري.
- 19 أكتوبر – بير أريويرياي لاعب كرة قدم نيجيري.
- 23 أكتوبر – بيتر أومودويموكي لاعب كرة قدم نيجيري.
- 23 أكتوبر – جولدي هارفي مغنية نيجيرية.

### نوفمبر
- 5 نوفمبر – نيدو أونيوكو لاعب كرة سلة نيجيري.
- 5 نوفمبر – يوسف محمد لاعب كرة قدم نيجيري.
- 11 نوفمبر – إيسياكا أولاوالي لاعب كرة قدم نيجيري.
- 11 نوفمبر – سامسون جودوين لاعب كرة قدم نيجيري.
- 14 نوفمبر – آيتمي ديكسون لاعب كرة قدم نيجيري.
- 20 نوفمبر – ديلي أيينوغبا لاعب كرة قدم نيجيري.
- 21 نوفمبر – إيمانويل أودوويا لاعب كرة قدم نيجيري.

### ديسمبر
- 17 ديسمبر – تشيدي أودياه لاعب كرة قدم نيجيري.

## وفيات

### مايو
- 14 مايو – بوبي بنسون (مواليد 1922) موسيقي نيجيري.